# Nosotetocus marcovi
Nosotetocus marcovi är en skalbaggsart som beskrevs av Samuel Hubbard Scudder 1892. Nosotetocus marcovi ingår i släktet Nosotetocus och familjen almsavbaggar. Inga underarter finns listade i Catalogue of Life.